# Kot ob Kolpi
Kot ob Kolpi – wieś w Słowenii, w gminie Črnomelj. W 2018 roku liczyła 1 mieszkańca.